# Савусаву
Савусаву (англ. Savusavu) — город, расположенный на Фиджи, в провинции Такаундрове на острове Вануа-Леву. В 2007 году население города составляло 3372 человека.

## География
Савусаву славится своими горячими источниками, расположенные главным образом вблизи Hot Springs Hotel. В городе функционирует яхт-клуб, магазины, ресторан, туристическое агентство.
В 10 километрах от Савусаву действует католическая церковь, построенная в 1870 году.

## Экономика
Савусаву был изначально центром торговли сандалом и копрой. В последнее время все большее значение в экономике города приобретает туризм. Туристы привлекаются не только великолепными пляжами, но и возможностью арендовать яхту и заниматься дайвингом.
Город имеет хороший геотермальный энергетический потенциал. Данные исследований дают основания полагать, что геотермальный потенциал способен обеспечить электроэнергией весь остров.

## Самоуправление
Самоуправление было введено в городе в 1969 году. В городской совет избираются 9 членов на трех летний срок. Члены городского совета избирают мэра на 1 год. Мэр может занимать свой пост неограниченное число раз. С 22 октября 2005 года мэром является Рам Пиллэя.